# Walter Newman
Walter Newman (* 11. Februar 1916 in New York City, New York; † 14. Oktober 1993 in Sherman Oaks, Kalifornien) war ein US-amerikanischer Drehbuchautor.

## Leben
Walter Newman begann seine Autorentätigkeit als Verfasser von Rundfunksendungen. Mit seinem Debüt als Drehbuchautor konnte er mit Reporter des Satans sofort einen internationalen Erfolg verbuchen. Unter seinen weiteren Werken finden sich etliche Western. Nach Meinungsverschiedenheiten mit dem Regisseur John Sturges wegen nachträglich vorgenommener Änderungen blieb seine Mitarbeit sowohl an Die glorreichen Sieben als auch an Gesprengte Ketten unerwähnt.
Newman war 1952, 1966 sowie 1979 jeweils für den Oscar nominiert, die letzten beiden Male in der Kategorie Bestes adaptiertes Drehbuch.
Bei den Internationalen Filmfestspielen Berlin 1965 erhielten er und Frank Pierson  für das Drehbuch zu Cat Ballou – Hängen sollst du in Wyoming eine Besondere Erwähnung.
Sein Drehbuchprojekt Harrow Alley 1963, das von Daniel Defoes Buch über die Pest in London inspiriert ist (Harrow Alley ist eine Straße der Schlachter in London) und die Pest in England zum Thema hat, bezeichnete er als Höhepunkt seiner Karriere. John Huston (1963), Laurence Harvey, Rex Harrison, Bryan Forbes und George C. Scott (der das Skript für 150.000 Dollar kaufte und es als Regisseur, nicht als Schauspieler verwirklichen wollte) waren an dem Skript interessiert, konnten aber keine Finanzierung erhalten. Das Drehbuch dreht sich um die Erfahrung von Menschen, die wissen, dass sie sterben werden, und hunderte sterben in der Pestepidemie im Drehbuch teils auf grausame Weise. Emma Thompson versuchte es seit den 2000er Jahren zu realisieren und fand 2018 Produzenten für eine Serie bei HBO.

## Filmografie (Auswahl)
- 1951: Reporter des Satans (Ace in the hole)
- 1954: Die goldene Galeere (Underwater!)
- 1955: Der Mann mit dem goldenen Arm (The Man with the Golden Arm)
- 1956: Rächer der Enterbten (The True Story of Jesse James)
- 1960: Die glorreichen Sieben (The Magnificent Seven) – ungenannt
- 1961: Männer, die das Leben lieben (The Interns)
- 1963: Gesprengte Ketten (The Great Escape)  ungenannt
- 1964: Cat Ballou – Hängen sollst du in Wyoming (Cat Ballou)
- 1978: Der Champ (The Champ)
- 1978: Heißes Blut (Bloodbrothers)